# Complex Party Come Along Theories
Albums de Grandaddy
Prepare To Bawl
(1992) Under The Western Freeway
(1997)
Complex Party Come Along Theories est le deuxième album du groupe Grandaddy paru sur cassette audio en 1994. Il est édité par le groupe lui-même à seulement 200 exemplaires.

## Titres
1. Away Birdies with Special Sounds
2. Taster
3. Nebraska
4. Could This Be Love
5. Flairless
6. Kim You Bore Me To Death
7. Egg Hit And Jack Too
8. Call Girl Call
9. Black Bats
10. Michael Barry
11. Untitled
12. Worship P
13. You Drove your Car into a Moving Train